# TopHit
TopHit este un portal muzical pe internet, fondat în 2003 de Igor Kraev și Vadim Botnariuc. TopHit oferă autorilor și interpreților posibilitatea de a încărca și testa noile lor cântece pe platformă, distribuindu-le prin TopHit pe undele radio și pe internet. De asemenea, TopHit se ocupă cu monitorizarea emisiunilor de radio și a internetului, publicând clasamente muzicale și statistici muzicale detaliate pe baza datelor colectate.
Conform reprezentanților platformei, la 1 ianuarie 2024, utilizatorii TopHit includeau peste 8000 de artiști, trupe muzicale, DJ, case de discuri, peste 2100 de stații de radio și 87 de canale TV din 40 de țări, inclusiv SUA, Canada, țările Europei, CSI, Asia Centrală și Orientul Mijlociu. Baza de conținut a TopHit conține peste 180.000 de hituri radio și peste 10.000 de clipuri video.
Partenerii TopHit includ 80 de stații de radio din România (Național FM și altele) și peste 40 de stații din Moldova (inclusiv Hit FM, Radio Noroc, Jurnal FM și altele). Utilizatorii TopHit includ etichete românești și moldovenești cunoscute (Global Records, Cat Music etc.) și peste 50 de artiști, inclusiv Inna, Minelli, Olivia Addams, Carla's Dreams, Irina Rimes, The Motans și alții.
În cadrul ceremoniei anuale de premiere Top Hit Music Awards sunt recunoscute vedetele românești și hiturile lor. Printre laureații premiilor se numără Minelli, Inna, iar în 2023 a fost de asemenea recunoscut succesul casei de discuri Global Records.
TopHit este frecvent utilizat ca sursă de date pentru popularitatea unui artist sau altul în țările Europei și CSI.

## Principii de funcționare

### Înregistrarea difuzorilor și deținătorilor de drepturi de autor
Pentru a colabora cu TopHit, stațiile de radio, canalele TV, casele de discuri, producătorii, autorii și interpreții trebuie să treacă printr-un proces de înregistrare. 100% dintre cererile de înregistrare sunt moderate pentru a preveni încărcarea ilegală și utilizarea neautorizată a conținutului muzical pe TopHit.

### Agregarea conținutului muzical
Producătorii și deținătorii de drepturi asupra conținutului muzical – autori, interpreți, DJ, producători, case de discuri – încarcă pe TopHit noile lor piese și videoclipuri. Baza muzicală TopHit este concentrată în două secțiuni: New Arrivals, care include 600-800 de noi apariții clasificate, încărcate pe platformă în ultimele 2-3 luni, și Golden Hits, care este un arhiv al celor mai bune hituri radio din ultimii 30-40 de ani. Peste 50% dintre aceste piese sunt în limba engleză, restul fiind în română, ucraineană, spaniolă, germană și alte limbi.

### Testarea noilor piese
Pe pagina principală și pe pagina New Arrivals a site-ului sunt plasate versiuni demo ale pieselor, care sunt testate. Stațiile de radio, canalele TV și casele de discuri ascultă aceste demo-uri și le evaluează folosind butoanele de like sau dislike din playerul platformei. La formarea clasamentului unei piese se iau în considerare zeci de parametri ai piesei și ai stației de radio/casei de discuri care o evaluează. În final, fiecărei piese de pe TopHit i se formează un rating pe o scară de la 1 la 10. Scopul principal al testării este de a ajuta deținătorii de drepturi să evalueze obiectiv potențialul viitoarelor hituri înainte de lansarea acestora și de a selecta pentru promovare cele care au primit cel mai bun răspuns/rating de la utilizatorii TopHit. Mecanismul de testare este astfel conceput încât evaluările difuzorilor și caselor de discuri au un „termen de valabilitate” limitat. Greutatea acestor evaluări în clasamentul unei piese scade la zero în decurs de 4-6 luni de la plasarea piesei pe TopHit. Ulterior, ratingul este determinat doar de numărul acumulat de redări ale piesei la radio, vizualizări și stream-uri pe internet. Astfel, chiar dacă inițial o piesă a fost testată bine și a avut un rating înalt, dar ulterior nu a „explodat” în emisiunile radio sau pe internet, ratingul său va rămâne scăzut. Și invers, o piesă care acumulează multe redări, vizualizări și ascultări, va avea un rating înalt.

### Distribuția pieselor, promovarea artiștilor
Piesele și clipurile de pe TopHit, pe care difuzorii le consideră promițătoare pentru emisiunile lor, sunt descărcate, adăugate în bazele lor muzicale și sunt introduse în rotație. Reprezentanții caselor de discuri de pe TopHit urmăresc apariția noilor piese muzicale și a artiștilor independenți promițători, luând legătura cu artiștii care i-au interesat pentru posibile contracte.

### Monitorizarea emisiunilor TopHit Spy
TopHit, cu ajutorul propriei platforme de recunoaștere TopHit Spy, monitorizează emisiunile a peste 2000 de stații de radio în mod continuu, 24/7, și colectează, de asemenea, statistici de streaming de pe Spotify și YouTube.

### Statistica Muzicală
Deținătorilor de drepturi – artiștilor, autorilor, editurilor muzicale, casele de discuri – pe TopHit le este disponibilă o statistică detaliată despre emisiunile și streamingurile fiecărui track/clip, inclusiv monitorizarea în timp real. Difuzorii și casele de discuri pot, de asemenea, să se aboneze la statistica de rotație a anumitor stații de radio.

### Clasamentele TopHit
- Pe baza statisticilor colectate de la emisiuni radio, streaminguri și vizualizări pe internet, TopHit publică clasamente muzicale.

- La 1 ianuarie 2024, lista țărilor pentru care se publică clasamentele TopHit include România, Republica Moldova, Ucraina, SUA, Marea Britanie, Spania, Germania, Polonia, Lituania, Letonia, Estonia, Rusia, Belarus.

- Clasamentele sunt, de asemenea, împărțite în Clasamente Radio, Clasamente YouTube, Clasamente Spotify și Clasamentul All Media, pentru care se utilizează atât statisticile de emisie, cât și cele de streaming.

- Pozițiile din clasamente sunt ocupate cel mai des de piese sau single-uri (clasamentul single-urilor) și artiști (clasamentul artiștilor). Pe lângă aceste două tipuri de clasamente, TopHit publică, de asemenea, clasamente pentru autori, case de discuri și alte clasamente specializate.

- Se publică și un clasament general TopHit All Media Chart, care combină statistici muzicale din peste 40 de țări unde operează TopHit.

- Clasamentele se actualizează săptămânal, lunar, trimestrial, anual și decadal.

- Secțiunea TopHit Golden Hits (arhiva muzicală TopHit) este prezentată ca un clasament general al celor mai populare single-uri ale secolului XXI.

- Clasamentele anuale finale ale TopHit sunt prezentate pe larg în presă.

### TopHit Pay – colectarea donațiilor pentru autori și artiști
Fanii artiștilor pot să-i sprijine, trimițând donații prin TopHit, care sunt creditate în contul artistului pe platformă și pot fi folosite ulterior pentru promovarea artistului.

## Istorie

### Anii 2000
- 2002, iulie-august — Managerul de radio și producătorul Igor Kraev, cu participarea producătorului moldovean de origine ucraineană Vadim Botnariuc, a conceput ideea de a distribui noutăți muzicale către stațiile de radio prin Internet. Un prototip al acestei platforme a fost testat cu succes pe domeniul radio.ars-records.ru al casei de discuri ARS-Records.

- 2003, 27 martie — Igor Kraev și Vadim Botnariuc lansează versiunea 1.0 a platformei independente pentru distribuția noutăților muzicale pe domeniul mp3fm.ru; la momentul lansării, platforma colabora cu 50 de stații de radio și câteva zeci de artiști.

- 2003, noiembrie — Fondatorii mută platforma pe un nou domeniu, tophit.ru; de la acest moment, platforma a fost oficial numită TopHit.

- 2003, noiembrie — Începe publicarea regulată a clasamentului radio Weekly General Airplay Top Hit 100.

- 2005, 20 aprilie — Filialele est-europene ale companiilor Sony Music Entertainment, Universal Music, Warner Music devin parteneri ai TopHit.

- 2007, iunie — TopHit începe distribuția de videoclipuri către canalele TV.

- 2009, februarie — Începe testarea online a noilor piese pe TopHit.

### Anii 2010
- 2010, februarie — Lansarea TopHit pe domeniul tophit.ua.

- 2010, martie — Noile hituri devin disponibile pentru stațiile de radio partenere TopHit în format .wav necomprimat.

- 2015, ianuarie — Utilizatorii platformei au acces la versiunea 3.0 a TopHit.

- 2015, martie — TopHit încheie un acord de parteneriat cu Google și începe publicarea clasamentelor YouTube pe platformă.

- 2017, iulie — TopHit lansează serviciul TopHit Spy și începe monitorizarea în timp real a emisiunilor radio ale stațiilor partenere.

- 2019, ianuarie — Numărul stațiilor de radio partenere TopHit depășește pentru prima dată 1000, iar geografia activității platformei se extinde la 30 de țări din Europa, Asia, Orientul Mijlociu și SUA.

### Anii 2020
- 2020, aprilie — Pentru prima dată, premiile Top Hit Music Awards Ukraine recunosc cei mai buni artiști, autori și case de discuri din Ucraina.

- 2020, mai — Este lansat sistemul TopHit Pay, care permite fanilor să trimită donații artiștilor prin TopHit.

- 2021, martie — TopHit devine partener Spotify pentru publicarea clasamentelor acestei platforme de streaming.

- 2023, 17 martie — Pe domeniul tophit.com este lansată versiunea 4.0 a platformei. A fost efectuat un redesign, actualizat meniul și funcționalitatea serviciului, site-ul devenind orientat spre mobil.

- 2023, 29 august — TopHit sărbătorește 20 de ani de activitate.

## Evaluarea activității
George Negură, manager de top la Global Records, apreciază în mod deosebit rolul TopHit în promovarea noilor hituri și afirmă că astăzi TopHit este una dintre cele mai eficiente platforme de distribuție la radio și de monitorizare a emisiunilor radio la nivel mondial.
Experții holdingului informațional InterMedia, Evgheni Safronov și Alexei Majayev, au exprimat opinia că clasamentele formate de companie aparțin categoriei profesionale.
Jurnalistul Boris Barabanov a observat, de asemenea, că activitatea portalului este mai cunoscută profesioniștilor din industria muzicală decât publicului larg. „Unul dintre cele mai productive resurse bazate pe principiul clasamentelor este TopHit. Este un mecanism destul de autoritar în cercurile profesionale, permițând creatorilor să-și plaseze lucrările pe site pentru descărcarea de către stațiile de radio. Modelul TopHit este considerat pe piață foarte eficient”, a scris autorul.
Guru Ken a numit TopHit.ru lider în segmentul de furnizare de conținut media pentru emisiuni radio.
Anastasia Markina în revista „Compania” a descris, de asemenea, TopHit ca fiind lider în segmentul său de piață și a remarcat: „Mii de deținători de drepturi lucrează cu portalul, inclusiv marile case de discuri: Sony Music, Universal Music, Warner Music și EMI/Gala Records”.
Dmitri Konnov, directorul general al Universal Music Russia and CIS countries, într-o lecție pentru ascultătorii RMA (un curs de lecții pentru profesioniștii din domeniul afacerilor muzicale), subliniază „dacă aveți nevoie de o popularitate largă, v-aș sfătui să cântați muzică locală și să promovați artiștii locali, să nu vă uitați la Billboard, ci să vă orientați după datele TopHit”.